# Decaisnina pedicellata
Decaisnina pedicellata är en tvåhjärtbladig växtart som först beskrevs av Dans., och fick sitt nu gällande namn av Bryan Alwyn Barlow. Decaisnina pedicellata ingår i släktet Decaisnina och familjen Loranthaceae. Inga underarter finns listade i Catalogue of Life.